# Paryż-Roubaix 2008
106. edycja kolarskiego wyścigu Paryż-Roubaix odbyła się 13 kwietnia 2008 roku. Kolarze mieli do przejechania 260 km. Start wyścigu odbył się w Compiegne pod Paryżem a meta w Roubaix.
Zwyciężył Belg Tom Boonen z grupy Quick Step. W wyścigu wystartowało 198 kolarzy, a ukończyło 113.

## Wyniki
| Lp | Zawodnik           | Państwo           | Drużyna               | Czas       |
| -- | ------------------ | ----------------- | --------------------- | ---------- |
| 1  | Tom Boonen         | Belgia            | Quick Step            | 5h 58' 42" |
| 2  | Fabian Cancellara  | Szwajcaria        | Team CSC              | + 0"       |
| 3  | Alessandro Ballan  | Włochy            | Lampre                | + 0"       |
| 4  | Martijn Masskant   | Holandia          | Garmin-Slipstream     | + 3' 39"   |
| 5  | Stuart O’Grady     | Australia         | Team CSC              | + 3' 57"   |
| 6  | Leif Hoste         | Norwegia          | Davitamon-Lotto       | + 3' 57"   |
| 7  | Stijn Devolder     | Belgia            | Quick Step-Innergetic | + 3' 59"   |
| 8  | Johan Van Summeren | Belgia            | Davitamon-Lotto       | + 4' 35"   |
| 9  | George Hincapie    | Stany Zjednoczone | Team Columbia         | + 5' 12"   |
| 10 | Fabio Baldato      | Włochy            | Lampre                | + 5' 12"   |